# 1216

## Починали
- 11 юни – Хенрих Фландърски, латински император
- 16 юни – Инокентий III, римски папа
- 19 октомври – Джон Безземни, крал на Англия